# فيضانات ريو دي جانيرو (2011)

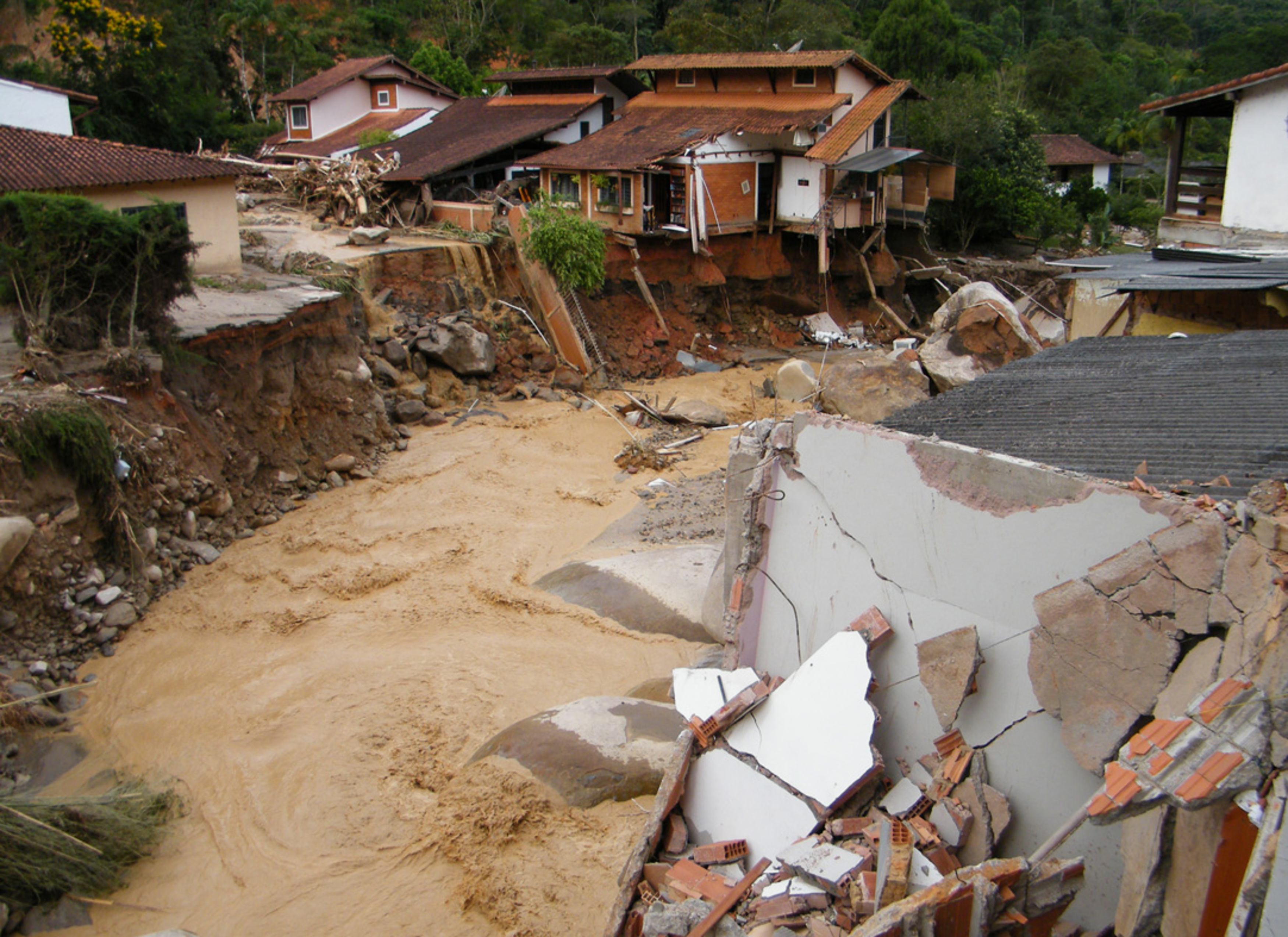
الفيضانات بريو دي جانيرو.

سلسلة من الفيضانات والانزلاقات الطينية حدثت في شهر يناير عام 2011 في عدة مناطق جبلية، في الولاية البرازيلية ريو دي جانيرو، وأسوأ الأحداث كانت في تيريسبولس ونوفا فريبورغو وبيتروبولس وسوميدورو. إلى الآن تسببت الفيضانات في مقتل 506 شخص. هذه الفيضانات عبارة عن انزلاقات طينية وأرضية أصبحت أسوأ كارثة طبيعية في تاريخ البرازيل.